# Crisanto Luque Sánchez
Crisanto Luque Sánchez (Tenjo, 1º febbraio 1889 – Bogotà, 7 maggio 1959) è stato un cardinale e arcivescovo cattolico colombiano.
Fu nominato cardinale della Chiesa cattolica da papa Pio XII.

## Biografia
Nacque a Tenjo il 1º febbraio 1889.
Papa Pio XII lo elevò al rango di cardinale nel concistoro del 12 gennaio 1953: fu il primo cardinale colombiano.
Partecipò al conclave del 1958 che elesse Giovanni XXIII.
Morì il 7 maggio 1959 all'età di 70 anni per una emorragia polmonare: è sepolto nella cattedrale di Bogotà.

## Genealogia episcopale e successione apostolica
La genealogia episcopale è:
- Cardinale Scipione Rebiba
- Cardinale Giulio Antonio Santori
- Cardinale Girolamo Bernerio, O.P.
- Arcivescovo Galeazzo Sanvitale
- Cardinale Ludovico Ludovisi
- Cardinale Luigi Caetani
- Cardinale Ulderico Carpegna
- Cardinale Paluzzo Paluzzi Altieri degli Albertoni
- Papa Benedetto XIII
- Papa Benedetto XIV
- Papa Clemente XIII
- Cardinale Marcantonio Colonna
- Cardinale Giacinto Sigismondo Gerdil, B.
- Cardinale Giulio Maria della Somaglia
- Cardinale Carlo Odescalchi, S.I.
- Vescovo Eugène de Mazenod, O.M.I.
- Cardinale Joseph Hippolyte Guibert, O.M.I.
- Cardinale François-Marie-Benjamin Richard de la Vergne
- Cardinale Pietro Gasparri
- Cardinale Paolo Giobbe
- Cardinale Crisanto Luque Sánchez

La successione apostolica è:
- Vescovo Miguel Antonio Medina y Medina (1952)
- Vescovo Pedro Grau y Arola, C.M.F. (1953)
- Arcivescovo Alfredo Rubio Diaz (1953)
- Arcivescovo Alberto Uribe Urdaneta (1954)
- Cardinale José de Jesús Pimiento Rodríguez (1955)
- Vescovo Pablo Correa León (1957)